# San Marino na Zimowych Igrzyskach Olimpijskich 1988
San Marino na Zimowych Igrzyskach Olimpijskich 1988 w kanadyjskim Calgary reprezentowało pięciu mężczyzn, którzy wystartowali w dwóch konkurencjach.
Chorążym tej reprezentacji był Nicola Ercolani.
Był to trzeci start San Marino na zimowych igrzyskach olimpijskich.

## Wyniki

### Narciarstwo alpejskie
- Francesco Cardelli
  - slalom gigant – 63. miejsce
  - slalom – 44. miejsce
- Nicola Ercolani
  - slalom gigant – 56. miejsce
  - slalom – 45. miejsce
  - super gigant – 45. miejsce
- Fabio Guardigli
  - slalom gigant – 60. miejsce
  - slalom – nie ukończył
  - super gigant – 51. miejsce
- Riccardo Stacchini
  - slalom gigant – nie ukończył
  - super gigant – zdyskwalifikowany

## Biegi narciarskie
- Andrea Sammaritani
  - bieg na 15 km – 85. miejsce
  - bieg na 30 km – 86. miejsce